# Lorwyn

Il logo del set

Lorwyn è un'espansione del gioco di carte collezionabili Magic: l'Adunanza, edito da Wizards of the Coast. In vendita in tutto il mondo dal 12 ottobre 2007, assieme al set successivo Aurora forma un mini-blocco a sé stante chiamato "blocco di Lorwyn".

## Ambientazione
Lorwyn è un mondo idilliaco in cui creature fiabesche vivono in una perenne estate. La storia tronca di netto la sequenza temporale dell'espansione precedente, ambientata nel piano dimensionale di Dominaria. La nuova ambientazione non presenta i caratteri apocalittici che caratterizzano il multiverso attorno Dominaria e la storia si concentra sui protagonisti del nuovo mondo. Una curiosità: fra le razze che lo popolano non sono presenti gli esseri umani (per la prima volta nella storia di Magic), mentre Lorwyn è abitato da goblin, spiritelli, elementali, giganti, tritoni, kithkin, polimorfi, silvantropi ed elfi.

### Tribù di Lorwyn
- Elfi

Gli Elfi di Lorwyn vivono in un mondo di spietata perfezione. È la sopravvivenza del più forte: solo ai più belli e micidiali è permesso sopravvivere. Ne sono così ossessionati che arrivano a sterminare qualsiasi creatura considerino brutta (praticamente qualsiasi razza di Lorwyn esclusi gli Elfi), che definiscono con il dispregiativo termine di "Mal'Occhi". Quando il corno di un guerriero si rompe e la sua bellezza è persa, l'elfo sa di essere condannato a morte. Quello che non può sapere è come si sia arrivati a questo o perché dovrebbe morire. Una magia potente e antica si diffonde e l'elfo dovrà trovare velocemente amici fidati prima che i suoi compagni lo costringano a riposare per sempre. Le carte elfo sono rappresentate dai colori verde e nero.
- Silvantropi

I silvantropi sono una razza di grandi alberi semi antropomorfi, capaci di camminare e di parlare. Avendo una vita molto lunga divengono molto saggi, ma non sono organizzati in società, alcuni conducono un'esistenza nomade mentre altri mettono le radici in un posto fisso. Sono rappresentati principalmente dal colore verde, ma anche dal bianco e dal nero.
- Kithkin

I kithkin sono una razza di uomini dalle dimensioni ridotte, simili agli hobbit, con una fisionomia caratteristica. Vivono in una società organizzata in tribù, dette clachan, a capo di ogni villaggio vi è un membro meritevole di tale ruolo, chiamato Cenn. Sono per lo più pastori, cacciatori e raccoglitori, allevano le pecolepri, una specie di incrocio fra capra e lepre, di cui usano la lana e il latte, le pecolepri sono anche un'ottima cavalcatura. Gli stessi membri di un clachan sono legati gli uni agli altri da una magia empatica chiamata trama dei pensieri, che rende condiviso con tutti i membri ogni emozione o stato d'animo individuale in qualsiasi momento, e anche le capacità fisiche, per cui tutti i kithkin sono ambidestri. I kithkin sono rappresentati principalmente dal colore bianco, secondariamente dal verde (i kithkin verdi sono soltanto tre, di cui uno è anche bianco). In origine i Kithkin dovevano essere dei grossi roditori antropomorfi, ma il design venne scartato a favore di quello attuale.
- Merrow

I merrow sono i tritoni di Lorwyn. Vivono nei canali e nei fiumi che scorrono per tutto il piano, commerciando fra di loro e con i kithkin. Non possono muoversi sulla terraferma per via dell'assenza di gambe ma possono porvi rimedio usando incantesimi per volare o manipolare il corso delle maree e dei fiumi. Sono rappresentati dal blu e dal bianco.
- Spiritelli

(Gaddock Teeg)
Gli spiritelli di Lorwyn sono dei piccoli esserini antropomorfi, ma dotati di ali ed arti inferiori da insetto. Sono rappresentati dal blu e dal nero. Oona, la loro regina, è a capo di tutti gli spiritelli del piano; vive a Gola Elendra, luogo inaccessibile ad ogni altro abitante di Lorwyn.
- Boggart

I boggart sono i goblin di Lorwyn e sono dei ladruncoli malefici. Hanno un'indole bellicosa e vivono nella più completa anarchia, derubando e facendo dispetti alle altre razze. L'unica vera regola che seguono è quella di condividere fra loro ogni nuova esperienza e ogni tesoro rubato, anche se pare non riescano a imparare nulla. Non condividere le esperienze è considerato al pari di un crimine ed il Boggart che non la rispetta è condannato ad una pena decisa dal capo del cunicolo, detto "Zietta" (nella maggior parte dei casi la pena è l'esilio dalla comunità). I Boggart credono nella reincarnazione, che combinato con la loro prolificità fa sì che credano che un eventuale compagno ucciso rinasca nel giro di qualche giorno o in alcuni casi qualche ora. Sono rappresentati nel gioco dai colori rosso e nero.
- Giganti

I giganti di Lorwyn sono creature solitarie e non particolarmente intelligenti. La loro irascibilità unita alle grosse dimensioni può renderli pericolosi, ma solitamente conducono la propria vita in tranquillità non curandosi delle altre razze, anche se proprio per questo capita che causino grossi danni senza neanche rendersene conto. Sono rappresentati dal rosso e dal bianco.
- Cangianti

I cangianti sono una razza di polimorfi che non possono fare a meno di cambiare continuamente forma, imitando tutto ciò con cui entrano in contatto. Non hanno una vera e propria civiltà, non sono molto intelligenti, sono di indole curiosa e ogni cangiante viaggia da solo alla scoperta del mondo, anche se spesso la loro abilità di trasformarsi diventa un handicap. Sono rappresentati da tutti e cinque i colori.
- Grandi Elementali

Gli elementali di Lorwyn sono manifestazioni fisiche di idee o sogni, che vengono rappresentati da tutti e cinque i colori.
- Igniferi

Gli igniferi sono una razza di elementali intelligenti, sono antropomorfi ma circondati da aure fiammeggianti. Vengono rappresentati dal colore rosso.

## Caratteristiche
L'espansione è formata da 301 carte così suddivise:
- per colore: 49 bianche, 49 blu, 49 nere, 49 rosse, 49 verdi, 8 multicolore, 12 incolori, 36 terre.
- per rarità: 121 comuni, 80 non comuni, 80 rare, 20 terre base.

Il simbolo dell'espansione è una foglia (o un'ala o una fiamma), e si presenta nei consueti tre colori a seconda della rarità: nero per le comuni, argento per le non comuni, e oro per le rare.
Lorwyn è disponibile in bustine da 15 carte casuali, in mazzi da torneo contenenti 75 carte assortite casualmente, e in 5 mazzi tematici precostituiti da 60 carte ciascuno:
- Caccia Elfica (verde/nero)
- Banchetto Boggart (rosso/nero)
- Milizia Kithkin (bianco)
- Canali Merrow (bianco/blu)
- Sentiero Elementale (rosso/verde/bianco/blu/nero)

Lorwyn fu presentata in tutto il mondo durante i tornei di prerelease il 29 settembre 2007, in quell'occasione venne distribuita una speciale carta olografica promozionale: il Capobranco di Volo dello Scricciolo, che presentava un'illustrazione alternativa rispetto alla carta che si poteva trovare nelle bustine.

### Ristampe
L'unica carta già stampata in espansioni precedenti è Terreno Fertile (dai set Saga di Urza, Invasione e Ottava Edizione)

## Novità
Lorwyn introduce molte novità importanti nel gioco, oltre alle nuove abilità presenta ben due tipi di carta completamente inediti: i tribali e i viandanti.

### Nuove abilità

#### Scontrarsi
Ogniqualvolta un giocatore lancia una magia dotata dell'abilità Scontrarsi, questi deve scegliere un avversario. Entrambi rivelano così la prima carta del loro grimorio: chi ha rivelato la carta con il costo di mana convertito maggiore, vince; in caso di pareggio i giocatori proseguono rivelando la seconda carta, e così via: se il giocatore che ha lanciato la magia iniziale vince, può ottenere dei bonus. Ogni carta rivelata in questo modo può quindi essere, a scelta, mantenuta in cima o messa in fondo al mazzo.

#### Cangiante
Una carta con cangiante ha tutti i tipi di creatura, indipendentemente dalla zona nella quale si trova.

#### Battersi
L'abilità Battersi è accompagnata sempre da un tipo di creatura. Quando una creatura con, per esempio, Battersi per un Elfo entra sul campo di battaglia, il giocatore è obbligato a sacrificarla a meno che non esili un elfo da lui controllato. Una volta che la creatura con Battersi lascia il gioco, quindi, la creatura in precedenza esiliata ritorna sul campo di battaglia.

#### Apparire
Apparire è un'abilità accompagnata da un costo di mana, in Lorwyn minore del costo delle creature su cui si trova (in Aurora alcuni costi di Apparire sono uguali al costo di mana, o addirittura nella carta Sveglialata maggiore): se una creatura è giocata pagando il costo di Apparire, verrà sacrificata non appena entra nel campo di battaglia. Per questo motivo, le creature dotate dell'abilità hanno abilità innescate che si attivano proprio quando entrano nel campo di battaglia (oppure, in Aurora, quando lasciano il campo di battaglia).

#### Nascondiglio
Nascondiglio è un'abilità presente in cinque terre non base di Lorwyn: quando la terra viene giocata, entra nel campo di battaglia TAPpata, e il suo controllore deve guardare le prime quattro carte del suo grimorio, quindi esiliarne una senza rivelarla. Tali terre hanno inoltre una seconda abilità, che consente di giocare le carte rimosse in questo modo senza pagarne il costo di mana.

### Tribali
Tribale è un tipo di carta introdotto in una carta di Visione Futura (Obbligato al Silenzio). I tribali hanno un tipo di creatura anche se non sono creature. Le regole per il tipo di carta tribale sono le seguenti:
Ogni carta tribale ha un altro tipo di carta. Giocare e risolvere una carta tribale segue le regole per giocare e risolvere una carta dell'altro tipo.
I sottotipi di tribale sono sempre parole singole e sono elencati dopo una lineetta lunga: "Incantesimo Tribale -- Tritone". La serie di sottotipi di tribale è la stessa serie dei tipi di creatura; questi sottotipi sono chiamati tipi di creatura. I tribali possono avere più sottotipi.
- Tribale non è un tipo di permanente. Tuttavia, una carta tribale può diventare un permanente se un altro dei suoi tipi le consente di farlo.
- Molte carte di Lorwyn si riferiscono a specifici tipi di creatura. Queste carte possono influenzare i tribali a seconda di cosa dicono e cosa fanno. Per esempio, considerando il tipo di creatura "Goblin"; se una carta utilizza "Goblin" come nome (ovvero, senza abbinarlo a parole come "carta", "magia" o "permanente"), significa che è relativo a qualsiasi Goblin. Può influenzare qualsiasi permanente Goblin sul campo di battaglia, incluso un Goblin tribale, ma anche una carta Istantaneo o Stregoneria Goblin nel cimitero o nella mano. Se una carta dice solo "creatura Goblin", può influenzare unicamente una creatura Goblin. Non può influenzare un tribale.
- Se una magia chiede se controlli Goblin, o conta quanti Goblin controlli, si sta riferendo ai permanenti Goblin. Non considererà le magie Goblin che controlli sulla pila (e quindi neppure sé stessa).
- Se una carta con più tipi ha uno o più sottotipi, ogni sottotipo è legato al suo tipo appropriato. Per esempio, la carta Bosco Driade è una "Terra Creatura - Foresta Driade", ma non è tribale: "Foresta" è il sottotipo di Terra e "Driade" è il sottotipo di Creatura.
- Quando uno o più sottotipi di un permanente cambiano, il nuovo sottotipo sostituisce ogni sottotipo esistente del tipo appropriato (tipi di creatura, tipi di terra, tipi di artefatto, tipi di incantesimo, tipi di magie o tipi di viandante). Non influenzerà i sottotipi di qualsiasi altro tipo e non cambierà il tipo di permanente.
- Se un permanente perde uno dei suoi tipi, i sottotipi legati a quel tipo rimarranno solo se sono anche sottotipi di un tipo che il permanente possiede attualmente; altrimenti, vengono anch'essi rimossi finché il tipo di permanente non viene ripristinato.
- La carta Evoluzione Artificiale di Assalto può cambiare i tipi di creatura di un tribale.

### Viandanti
Viandante è un nuovo tipo di carta, (Planeswalker in inglese, la traduzione corretta sarebbe Viandante Dimensionale).
I Viandanti in Lorwyn sono cinque:
- Ajani Criniera d'Oro (Bianco)
- Jace Beleren (Blu)
- Liliana Vess (Nero)
- Chandra Nalaar (Rosso)
- Garruk Lingua Selvaggia (Verde)

È possibile giocare un viandante solo quando è possibile giocare una stregoneria. Un viandante è un permanente,, quindi ogni magia o abilità che influenza un permanente (per esempio, "distruggi un permanente bersaglio") può influenzare un viandante. Da notare che i viandanti non sono creature, ma sono classificati come giocatori alternativi e sono quindi soggetti alle magie che bersagliano giocatori.
Sottotipi di viandanti
Ogni viandante ha un sottotipo: per esempio, Garruk Lingua Selvaggia ha scritto "Viandante -- Garruk" nella sua riga del tipo. Questi sottotipi sono chiamati anche tipi di viandante.
- Se sono in gioco due o più viandanti che condividono lo stesso sottotipo, vengono tutti messi nei cimiteri dei loro proprietari come effetto di stato (per esempio Gideon Jura e Gideon, Campione di Giustizia).

Fedeltà dei viandanti
La fedeltà è una caratteristica posseduta unicamente dai viandanti: ogni viandante ha un punteggio di fedeltà stampato nell'angolo in basso a destra della carta. Questo non rappresenta la sua forza o costituzione, ma è un nuovo valore.
- Un viandante entra in gioco con un ammontare di segnalini fedeltà pari al suo punteggio di fedeltà. Quando un viandante è in gioco, la sua fedeltà equivale ai segnalini fedeltà su di esso, mentre il suo punteggio di fedeltà stampato viene ignorato.
- Il danno inflitto a un viandante risulta nel rimuovere da esso altrettanti segnalini fedeltà.
- Giocare un'abilità di un viandante gli fa perdere o guadagnare fedeltà. Se un viandante perde fedeltà, vengono rimossi da esso altrettanti segnalini. Se un viandante guadagna fedeltà, vengono messi su di esso altrettanti segnalini.
- Se la fedeltà di un viandante è 0, viene messo nel cimitero del suo proprietario come effetto di stato.
- Quando un viandante non è in gioco, la sua fedeltà equivale al numero stampato nell'angolo in basso a destra della carta.

Abilità dei viandanti
Ogni viandante dell'espansione Lorwyn ha tre abilità attivate. Queste abilità hanno specifiche restrizioni che non appaiono sulla carta e nel loro costo compare un nuovo simbolo.
- Un'abilità di un viandante può essere giocata solo dal controllore di quel viandante e solo quando potrebbe giocare una stregoneria. Un giocatore può giocare un'abilità di un viandante nel turno in cui entra in gioco. Un giocatore può giocare una sola abilità di viandante per ogni suo turno.
- Il costo per giocare un'abilità di un viandante è rappresentato da una freccia con un numero al suo interno. Le frecce verso l'alto contengono numeri positivi, come "+3"; questo significa "Metti tre segnalini fedeltà su questo viandante." Le frecce verso il basso contengono numeri negativi, come "-1"; questo significa "Rimuovi un segnalino fedeltà da questo viandante." Non è possibile giocare un'abilità di un viandante con un costo di fedeltà negativo a meno che il viandante non abbia almeno altrettanti segnalini fedeltà.

Viandanti in combattimento
I viandanti non sono creature, quindi non possono attaccare o bloccare. Nonostante ciò, i viandanti possono essere attaccati.
Nella dichiarazione delle creature attaccanti, se il giocatore in difesa controlla un viandante, il giocatore attivo dichiara chi attaccherà ogni creatura attaccante: il giocatore in difesa oppure uno dei suoi viandanti. Tutte le creature attaccanti possono attaccare la stessa cosa, oppure possono concentrarsi su bersagli differenti. Se il giocatore in difesa controlla più di un viandante, durante la stessa fase di combattimento potrebbero essere attaccati tutti come nessuno.
Nella dichiarazione delle creature bloccanti, il giocatore in difesa dichiara quali creature sotto il suo controllo (se presenti) bloccheranno le creature attaccanti. Le creature bloccanti non si curano di cosa stiano attaccando le creature attaccanti.
Durante la sottofase di danno da combattimento, il danno al giocatore in difesa delle creature non bloccate, il danno delle creature bloccate e quello delle creature bloccanti è assegnato e inflitto come di consueto. Le creature non bloccate che stanno attaccando un viandante assegnano e infliggono il loro danno da combattimento a quel viandante, rimuovendo da esso altrettanti segnalini fedeltà. I viandanti, come i giocatori, non infliggono danno da combattimento.
- Se una creatura con travolgere sta attaccando un viandante e viene bloccata, deve assegnare danno letale a ciascuna creatura bloccante per poter assegnare al viandante il danno in eccesso. In ogni caso, una creatura con travolgere che sta attaccando un viandante non può "passare sopra" a quel viandante e assegnare danno da combattimento al giocatore in difesa.
- Se un viandante lascia il gioco o cambia controllore viene rimosso dal combattimento e cessa di essere attaccato. Comunque, una creatura che stava attaccando quel viandante non viene rimossa dal combattimento, ma continua ad attaccare e può essere bloccata. Se non viene bloccata, rimane una creatura attaccante ma non assegna alcun danno durante la sottofase di danno da combattimento. Se viene bloccata, infliggerà danno a ogni creatura bloccante come di consueto. Se la creatura attaccante ha travolgere, quest'abilità non ha alcun effetto, poiché non esiste niente a cui la creatura possa assegnare il danno in eccesso
- Nella variante multiplayer Two-Headed Giant, una creatura può attaccare la squadra in difesa o attaccare un viandante controllato da un qualsiasi membro di quella squadra. Una creatura che attacca un viandante può essere bloccata dalle creature controllate da entrambi i membri della squadra in difesa, non soltanto da quelle controllate dal giocatore che controlla il viandante.

Infliggere danno ai viandanti
Se una fonte controllata sta per infliggere danno non da combattimento a un avversario, è possibile invece farle infliggere quel danno a un viandante controllato da quell'avversario. Questo è un effetto di redirezione: il giocatore sceglie se redirigere il danno o meno mentre viene applicato l'effetto di redirezione, il quale è soggetto alle normali regole per applicare in ordine gli effetti di sostituzione. Il giocatore che subisce il danno sceglie l'ordine con cui applicare questi effetti, ma è il controllore della fonte di danno a scegliere se redirigere il danno o meno. Nota che questa redirezione non può essere applicata al danno da combattimento.
- Per esempio, anche se non puoi bersagliare un viandante con uno Shock, puoi bersagliare il tuo avversario con uno Shock e mentre lo Shock si risolve puoi decidere che infligga 2 danni a uno dei suoi viandanti. Se lo fai, vengono rimossi due segnalini fedeltà da quel viandante.
- Non puoi scegliere di suddividere il danno tra un giocatore e un viandante. Nell'esempio precedente, non puoi fare in modo che lo Shock infligga 1 danno al tuo avversario e 1 danno al viandante.
- Se una fonte che controlli ti sta per infliggere danno, non puoi scegliere di infliggere il danno da quella fonte a uno dei tuoi viandanti.
- In una partita di Two-Headed Giant, il danno che sta per essere inflitto a un giocatore non può essere rediretto a un viandante controllato dal suo compagno di squadra.